# Удушье (роман)
«Уду́шье» (англ. Choke) (2001) — роман американского писателя Чака Паланика.

## Сюжет
Роман «Удушье» повествует о жизни Виктора Манчини и его друга Дэнни. Они ведут довольно странный образ жизни, изображая «исторических персонажей» в тематическом парке, отражающем быт английских поселенцев в США в 1734 году. Они весь день ходят в камзолах и париках и следуют правилам, в соответствии с которыми не могут нарушать исторического образа, в то время как экскурсоводы водят по парку группы детей. Виктор и Дэнни сексоголики, поэтому ходят в группы, где собираются такие же зависимые от секса люди. Цель таких собраний — научиться контролировать себя и свои желания. Помимо этого Виктор зарабатывает деньги, инсценируя приступы удушья в различных ресторанах. Люди, которые спасают его, позже присылают Виктору письма и небольшие суммы денег. Его спасали столько раз, что письма приходят практически ежедневно. Виктор говорит, что они это делают, потому что у них просыпается инстинкт заботы о человеке, которому они спасли жизнь. Он делает это все ради того, чтобы оплатить содержание матери в больнице для душевнобольных. Матери становится все хуже: она отказывается есть и каждый раз не может вспомнить Виктора — ей кажется, что это её адвокат Фред. Однажды она решает рассказать «Фреду» историю рождения Виктора. Согласно этой истории Виктор был непорочно зачат и является клоном Иисуса Христа…

## Экранизация
В 2008 году Кларк Грегг написал сценарий и поставил по роману фильм. Виктора Манчини сыграл Сэм Рокуэлл.

## Интересные факты
- Для написания книги Паланик исследовал пациентов с диагнозом «Сексуальная зависимость», а также посетителей тренажерных залов.
- Любимым персонажем Паланика в этой книге является Денни, однако в документальном фильме он заявляет, что он не согласен с его убеждениями, тем не менее он больше всего проявляет чувство сострадания к персонажу.